# Leipziger Straße 28a (Magdeburg)

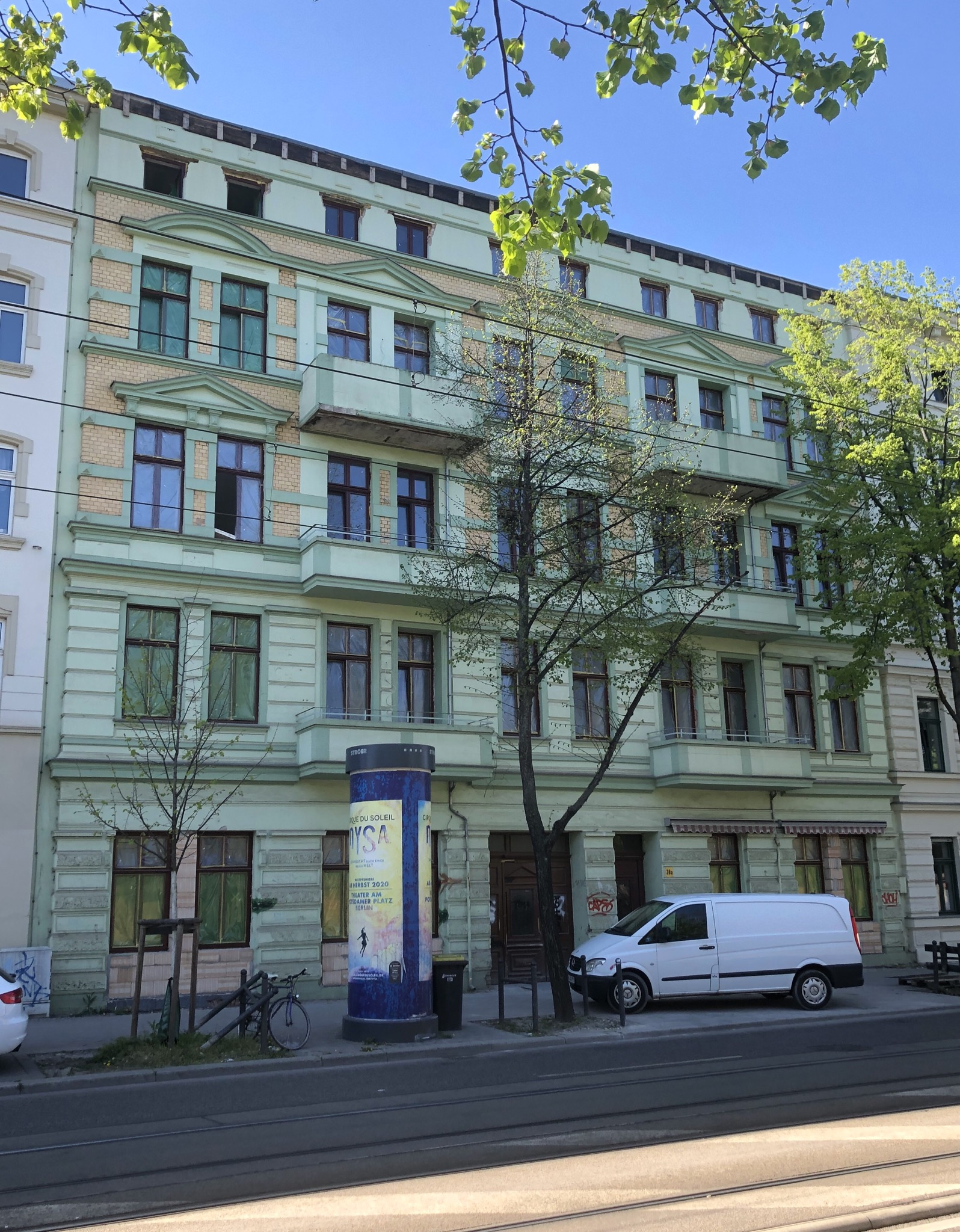
Leipziger Straße 28a in Magdeburg; Blick von Osten, 2020

Das Gebäude Leipziger Straße 28a ist ein denkmalgeschütztes Wohn- und Geschäftshaus in Magdeburg in Sachsen-Anhalt.

## Lage
Es befindet sich auf der Westseite der Leipziger Straße im Magdeburger Stadtteil Leipziger Straße. Nördlich grenzt das gleichfalls denkmalgeschützte Haus Leipziger Straße 28, südlich das Gebäude Leipziger Straße 29 an.

## Architektur und Geschichte
Der viereinhalbgeschossige Bau wurde vom Maurermeister H. Krumsieg im Jahr 1889 errichtet. Krumsieg war zugleich auch Eigentümer. Die Fassade des verputzten Ziegelgebäudes ist im Stil der Neorenaissance gestaltet. Im Erdgeschoss und im ersten Obergeschoss ist die Fassade rustiziert. Die Fenster sind jeweils paarweise angeordnet, wobei die Paare im zweiten und dritten Obergeschoss zum Teil von Dreiecksgiebeln oder Segmentbögen überspannt werden. Vor den drei oberen Geschossen befinden sich in symmetrischer Anordnung insgesamt sechs Balkone. Das Haus verfügt über ein Mezzaningeschoss. 
Im örtlichen Denkmalverzeichnis ist das Wohn- und Geschäftshaus unter der Erfassungsnummer 094 76839 als Baudenkmal verzeichnet.
Das Gebäude gilt im Rahmen des gründerzeitlichen Straßenzugs als städtebaulich bedeutsam.